# Henri Goetz
Henri Bernard Goetz (29 de setembre de 1909, 12 d'agost de 1989) va ser un pintor francès i gravador surrealista nord-americà. És conegut per les seves obres d'art, així com per inventar el procés de gravat al carborúndum. La seva obra està representada en més de 100 galeries de tot el món.